# مقام ومسجد علي المومني
مقام علي المومني هو مقام ومسجد أثري يقع في بلدة عين جنا في محافظة عجلون شمال الأردن، على بعد حوالي 960 مترًا إلى الشمال الغربي من مسجد عجلون الكبير. يعود تاريخه إلى الحقبة العثمانيّة، وهو منسوب إلى أحد شيوخ المنطقة، وهو الشيخ علي المومني.

## التصميم

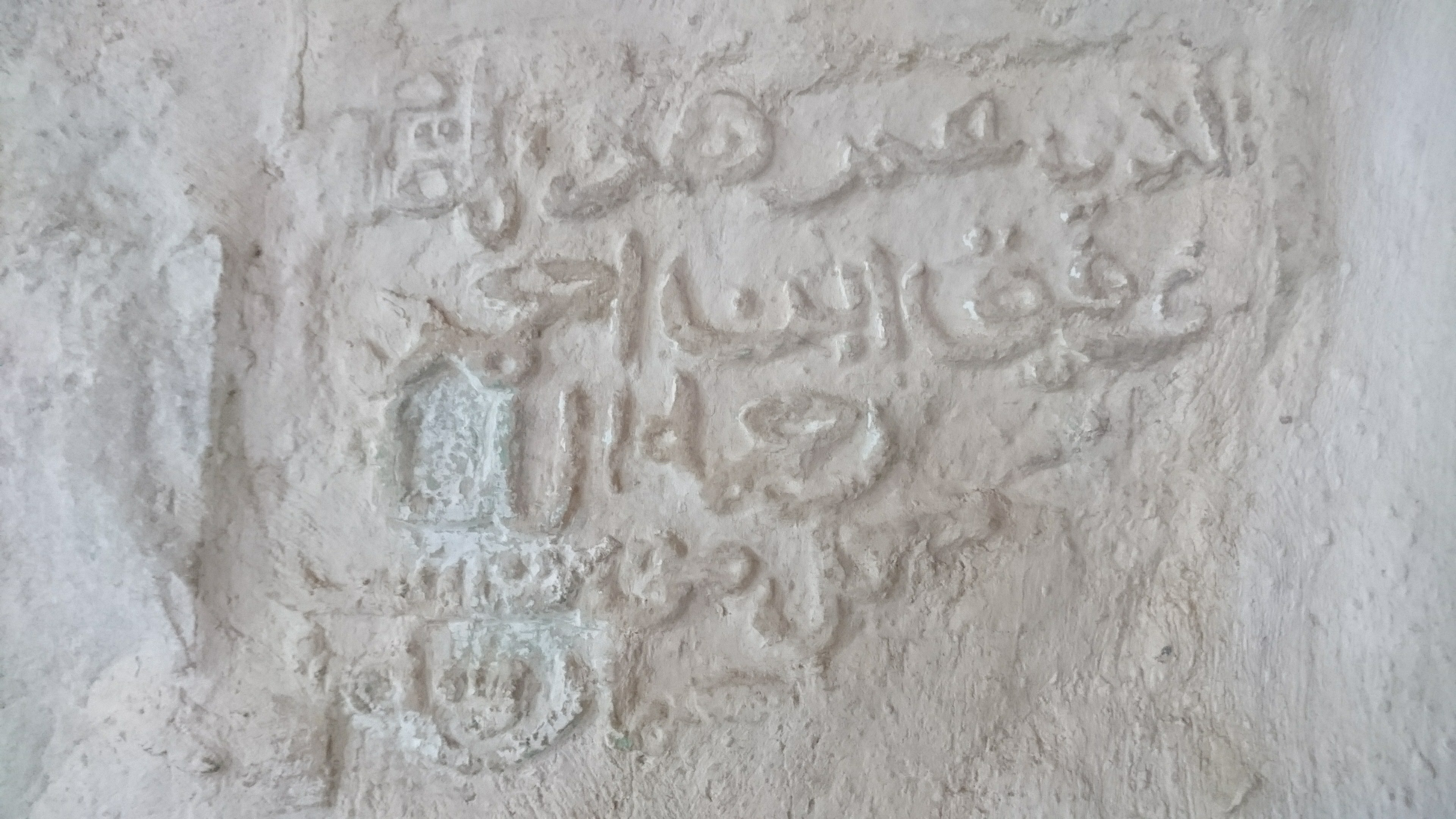
نقش حجري قرب قبر المومني يشير إلى مالك وتاريخ البناء في الفترة العثمانية.

يضم المقام غرفة علوية للقبر، وغرفة أخرى سفلية للمسجد يمكن النزول إليها عبر عدة درجات بسبب اختلاف المنسوب. وتقع الغرفتان حاليًا ضمن بناء حديث تم تشييده ليكون مسجدًا حديثًا. تبلغ أبعاد غرفة القبر من الداخل 7.4 متر بالطول و 4.8 متر بالعرض، أما أبعاد المسجد الأثري من الداخل فتبلغ 6.6 متر بالطول و 2.4 متر بالعرض.
لقد تم تغطية جدان غرفة القبر ببورسلان حديث، كما توجد قبة مرفوعة على حنية مقرنص ويقع تحتها القبر. أما بالنسبة لغرفة المسجد، فهي عبارة عن غرفة مسقوفة بثلاثة عقود مُصلَّبة، كما تضم محرابًا في الواجهة الجنوبيّة. يوجد نقش كتابي على مدخل غرفة القبر يشير إلى أن هذا المقام تم بناؤه في الفترة العثمانيّة في القرن السابع عشر، حيث كان الشيخ المومني يُدرِّس علوم الدين، وعند وفاته دُفِن داخله. ولقد أشارت ملاحظات رحّالة ألماني في بداية القرن العشرين إلى أن البناء يعود إلى عام 1057 هـ الموافق 1648 م بناءً على ما هو مكتوب على هذا النقش. يُستخدم المقام حاليًا لتدريس علوم الدين وتحفيظ القران.

## وصلات خارجية
- صورة جوية للمقام في عين جنا، محافظة عجلون، ويكيمابيا
- الوقف الإسلامي في محافظة عجلون، وزارة الثقافة الأردنية
- مقام الشيخ المومني في عين جنا منارة للعلم وتعلم القرآن الكريم، الدستور